# NK Raša 1938
NK Raša 1938 je hrvatski nogometni klub iz Raše. Klub je osnovan 1938. godine kao Dopolavoro Aziendale Arsa. NK Raša se trenutačno natječe u 1. ŽNL Istarske županije.

## Povijest
Klub je nastao kao klub rudarskih radnika iz Società Anonima Carbonifera Arsa u Raši pod imenom Dopolavoro Aziendale Arsa, 1937. godine. U Prvoj diviziji 1937. – 1938. promaknut je u Serie C, zahvaljujući pobjeda finalnog kola Venezia Giulia.
Sljedeće sezone, u skupini A Serije C 1938./1939. osvojio je osmo mjesto u finalu, poziciju koja bi jamčila postojanost u trećoj seriji, ali klub se odriče prijave za turnir sljedeće godine. Iste sezone Dopolavoro je stigao do drugog eliminacijskog kola talijanskog kupa, gdje je izgubio od Trevisa.
Godine 1940. vratila se kako bi se u Prvu Diviziju, osvojivši 9. mjesto u skupini B.
Dopolavoro je obustavio svoju djelatnost za vrijeme ratnih zbivanja u Drugom svjetskom ratu i naknadnog prilaska Istre i općine Raša u sastav FSR Jugoslavije. Kao i svi klubovi u Jugoslaviji u ranom staljinističkom razdoblju jugoslavenskog režima i on je nakon rata bio prisiljen postati opće sportsko društvo, te je morao promijeniti ime u Raša. Klub više nije ostvario velike rezultate i danas igra u 1. županijskoj ligi.

## Vanjske poveznice
- Stranice NK Raša 1938  Arhivirana inačica izvorne stranice od 15. kolovoza 2010. (Wayback Machine)